# Велика Корениха
Вели́ка Корени́ха — місцевість міста Миколаєва у його Заводському районі.

## Географія

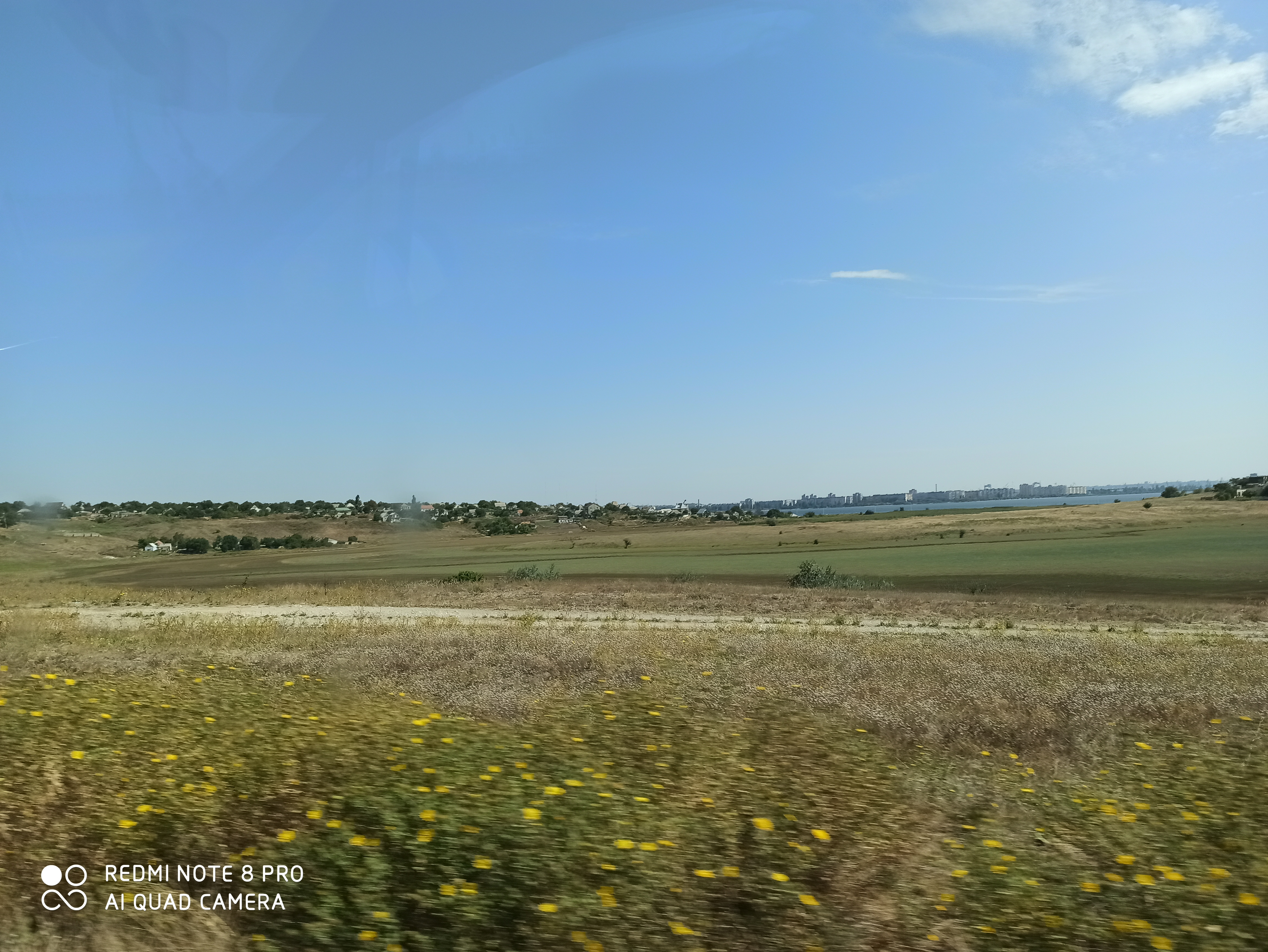
Велика Корениха, на протилежному березі лиману видно Намив

Розташований на заході міста на правому березі Бузького лиману. Напроти через лиман розташований Намив.
Велика Корениха не з'єднана з великим містом безпосередньо, але до неї можна потрапити через Варварівку по Очаківській вулиці. Також тільки через Велику Корениху можна потрапити в місцевість Мала Корениха та в передмістя Радісний Сад.

## Історія

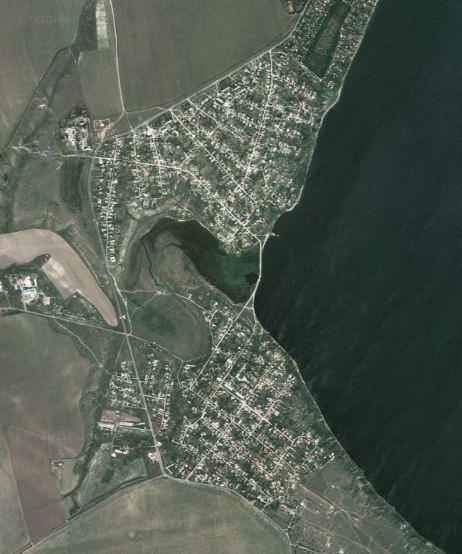

Перші офіційні згадки про населений пункт, який знаходився на території Великої Коренихи знайдені на польській карті, котру склав відомий італійський картограф Джованні Антоніо Ріцці Дзанноні у 1767 році. На той час ця територія належала Османській Імперії. На ній ми можемо бачити поселення ногайських татар Каратаг-Кир
Назва походить від турецького села Каранья-Кір — «Чорний степ» (існувало з XIV ст.). На плані 1795 року вже має назву «село Корениха». Однак на французьких мапах ще 1745 року видання, поселення позначене як Кінське Поле. На карті показана неіснуюча зараз притока Південного Бугу. Наразі це балка, котра ділить Велику Корениху навпіл.
Станом на 1859 Велика Корениха має 1322 мешканця (666 чоловіків і 656 жінок). Згадується 1 православна церква.

Станом на 1886 у містечку, центрі Коренихської волості Одеського повіту Херсонської губернії, мешкало 1604 особи, налічувалось 276 дворових господарств, існували православна церква, школа, 3 лавки, та недіючий паровий млин. За 7 верст — паровий млин. За 8 верст — поштова станція, укріплення. За 10 верст — римо-католицький молитовний будинок. За 12 верст — православна церква, телеграфна станція.
Довгий час Велика Корениха була окремим селом (з 29.09.1949 смт), поки в 1996 році не була включена до складу міста.

## Культура

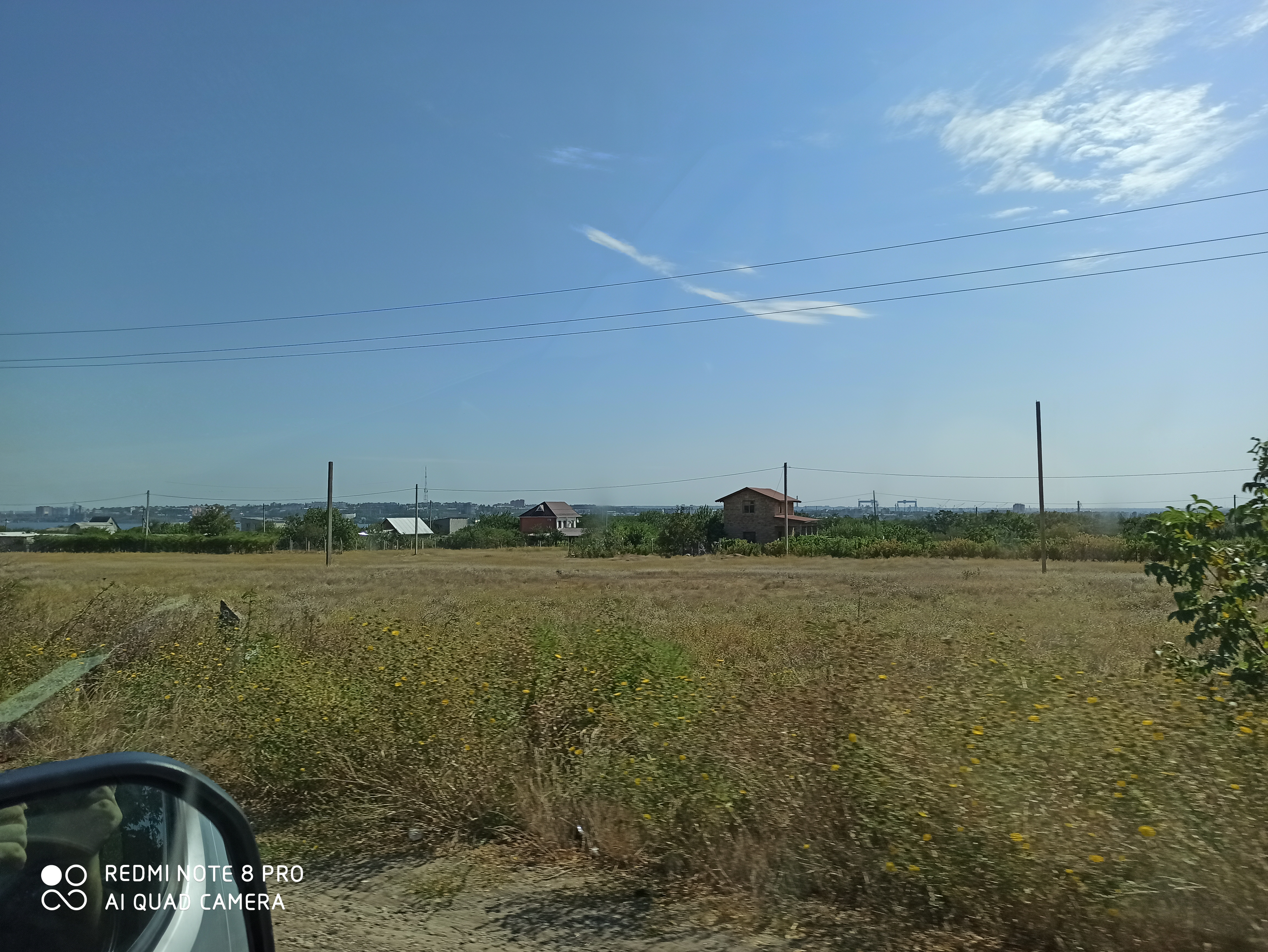

У мікрорайоні є колишній табір (зараз - Миколаївський центр соціальної реабілітації "Відновлення"), Миколаївська гімназія № 23, Великокорениський будинок культури. Також деякі мешканці центру міста мають тут дачі.

## Постаті

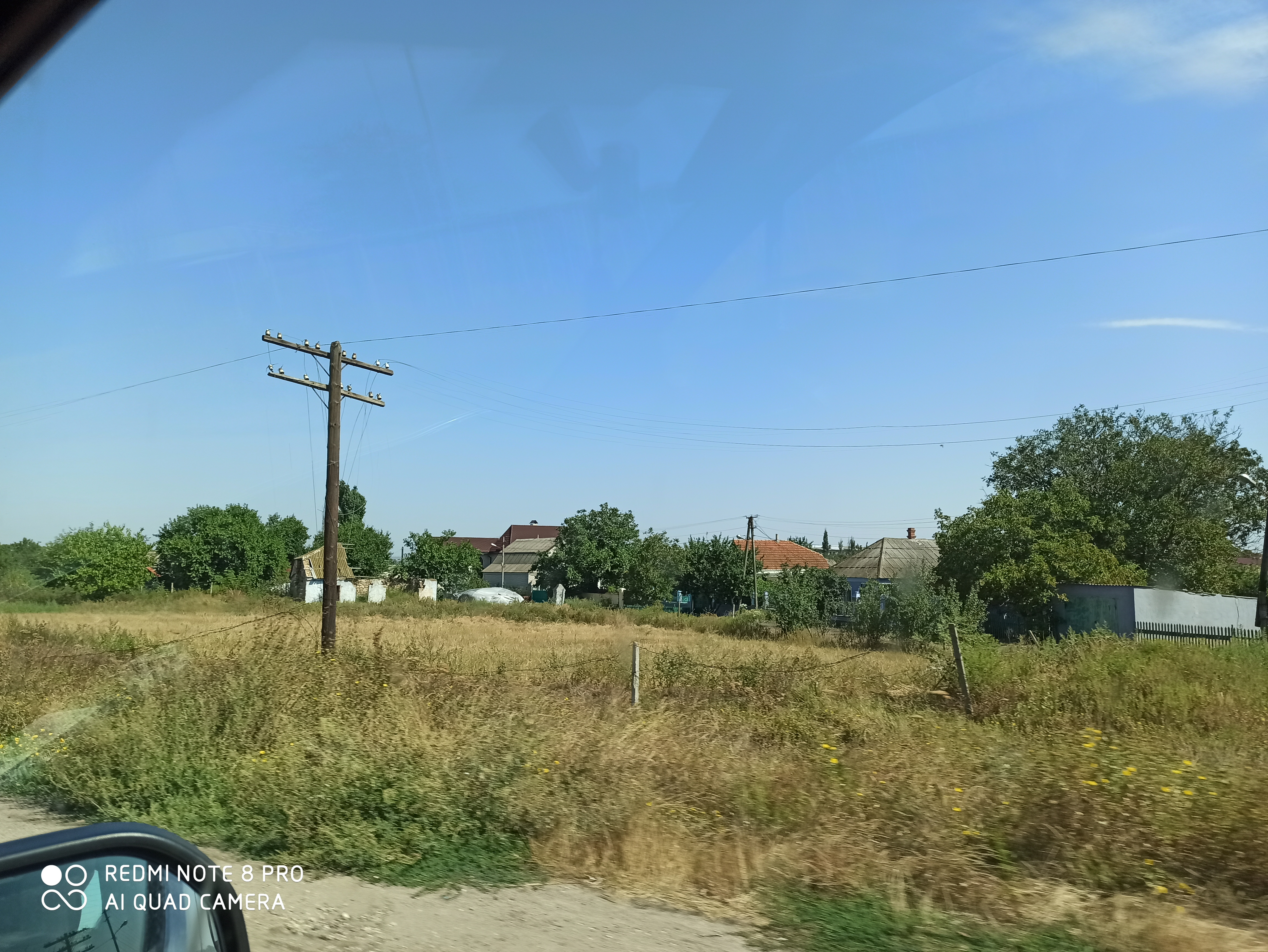

- Ліхтарчук Анатолій Михайлович (1979—2015) — солдат Збройних сил України, учасник російсько-української війни.
- Дубовик Анатолій Олександрович (1987—2015) — солдат Збройних сил України, учасник російсько-української війни.
- Кремко Олександр Олександрович (нар. 1944) — український фотограф, член Спілки журналістів СРСР У Великій Коренисі поховані:
- Півень Євген Олексійович — майор (посмертно — підполковник) Збройних сил України, учасник російсько-української війни.
- Подліпнюк Андрій Іванович (1976—2016) — сержант Збройних сил України, учасник російсько-української війни.